# 默古拉鄉 (特列奧爾曼縣)
44°02′N 25°24′E / 44.033°N 25.400°E
默古拉鄉（羅馬尼亞語：Comuna Măgura, Teleorman），是羅馬尼亞的鄉份，位於該國南部，由特列奧爾曼縣負責管轄，面積68平方公里，海拔高度69米，2007年人口2,981，人口密度每平方公里44人。